# Tipula (Papuatipula) melanotis
Tipula (Papuatipula) melanotis is een tweevleugelige uit de familie langpootmuggen (Tipulidae). De soort komt voor in het Australaziatisch gebied.